# Pellobunus haitiensis
Pellobunus haitiensis – gatunek kosarza z podrzędu Laniatores i rodziny Samoidae.

## Występowanie
Gatunek wykazany z wyspy Haiti.